# Miseruha

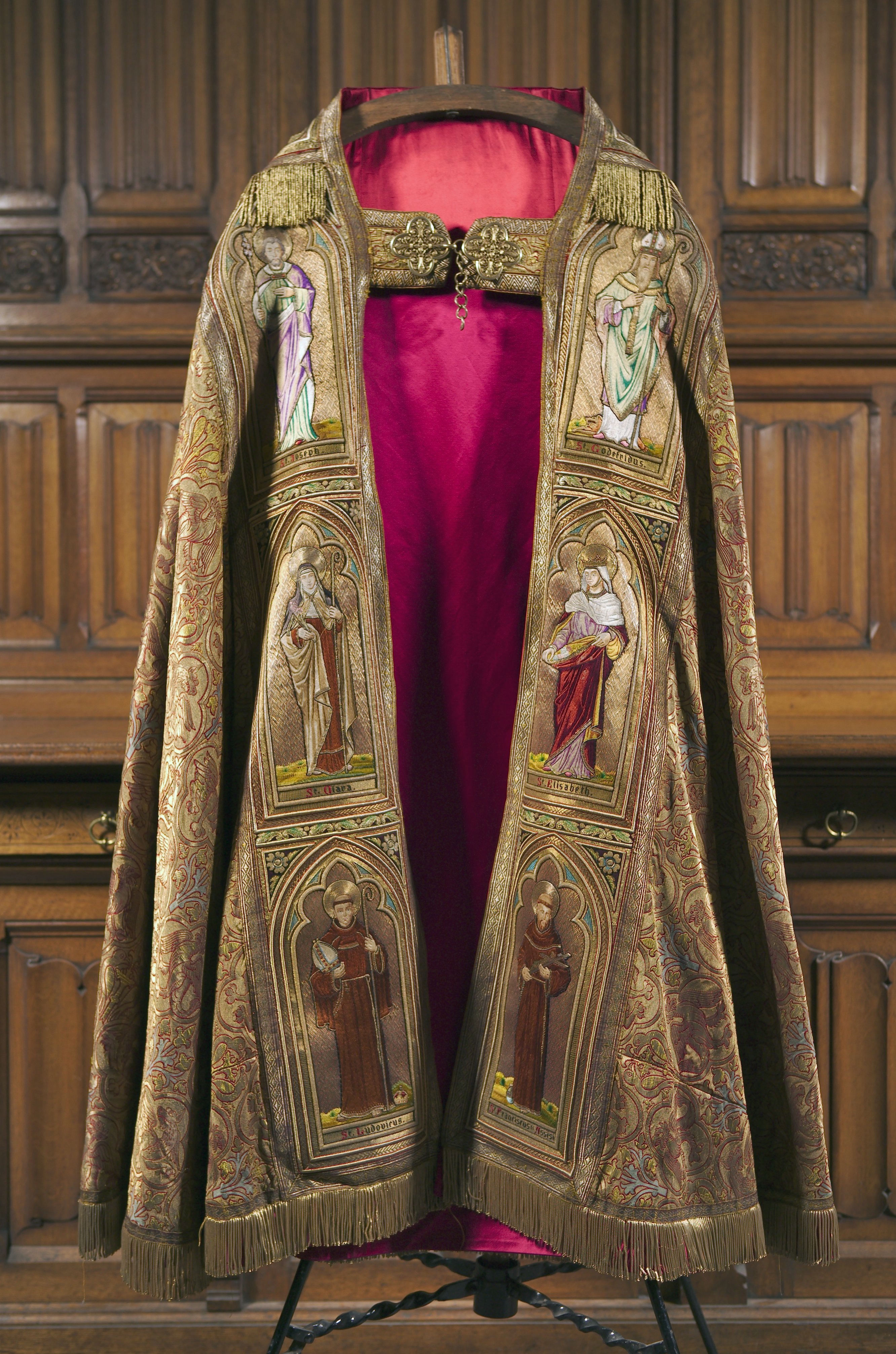
Katolikus miseruha

A miseruha vagy kazula a nyugati egyházak körében elsősorban a római katolikus papok szertartási öltözékének külső darabja. Egyes anglikán és metodista, valamint evangélikus kongregációk körében is használatos, azonos szerepben. A bizánci rítusokat követő keleti egyházak phelonionnak nevezik a megfelelő ruhadarabot.

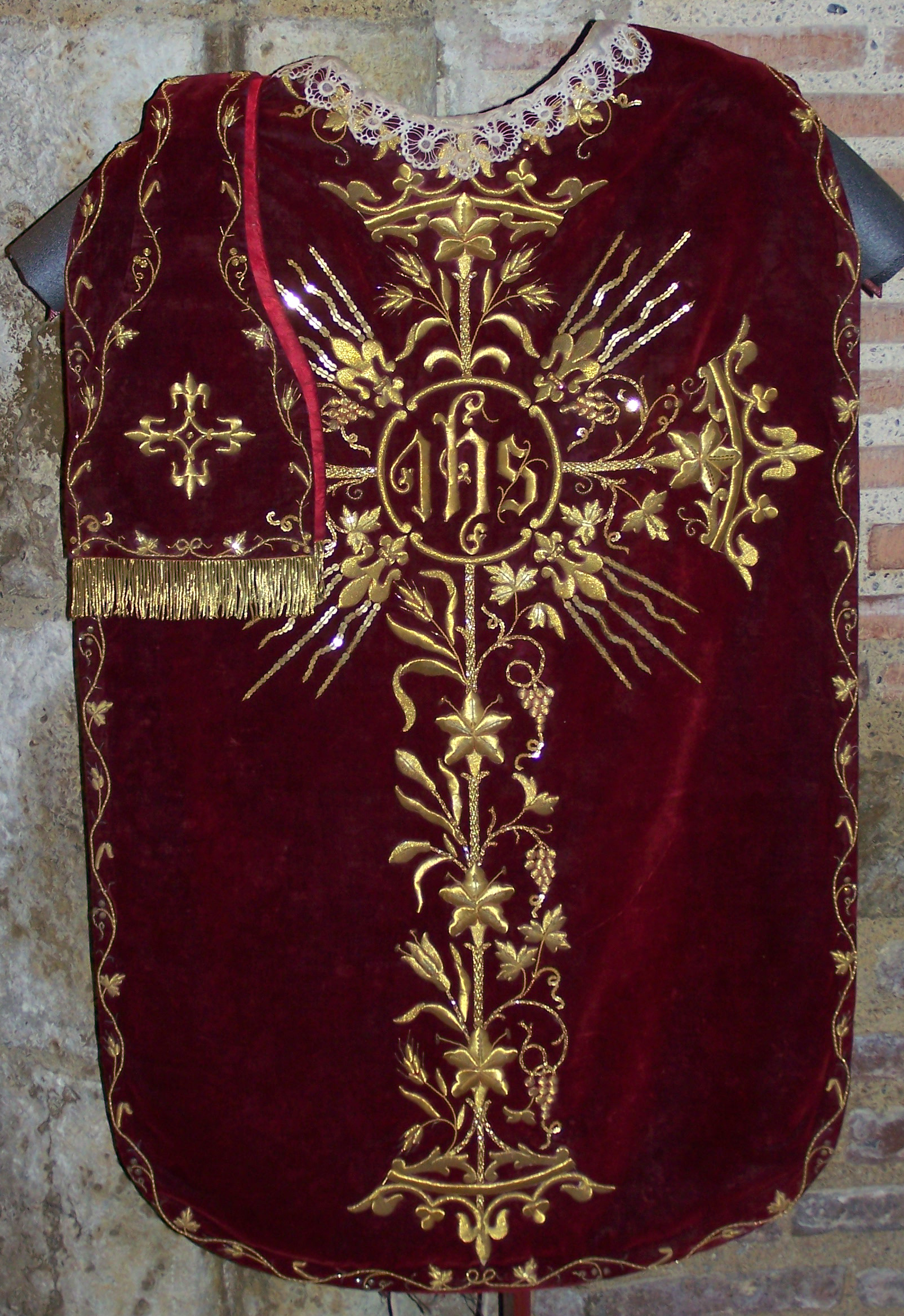
Régi hegedűtok alakú katolikus miseruha, amelyen a karok számára készített kivágás egészen a mellekig ér

## A miseruha felöltése és a miseruházat további darabjai
- A reverendára, ha az alba nem takar, vállkendőt kell felvenni, s erre az albát (ez egy hosszú, fehér, cipőig érő zárt köntös).
- Az albára stólát =lat. fehér kell felvenni (sálszerű ruhadarab, melynek a nyakán és a két végén van felhímezve egy kereszt). Vannak olyan stólák is, amik szélesebbek, mint a miseruhastóla és esetenként díszesebbek is.
- Az albára felvett stólára fölveszi a pap a miseruhát, melynek a színei alkalmanként változnak. Szétterítve ovális alakú,  a közepén van a fejrész-kivágat és hátul hosszabb, mint elöl. Van olyan típus is (régebbi), mely hegedűtok alakú, ezek szép díszes anyagból készült ruhák. A XX. század közepéig főleg hegedűtok alakú miseruhát használtak, ezután terjedt el a kevésbé díszes,  ovális alakú miseruha használata, amely viszont még középkori találmány.

Van egy harmadik fajta miseruha, ami ovális alakú, azonban  nem csuklóig (mint a mai), hanem könyökig ér, ez az ún. borromei  kazula (miseruha) amit Borromeo Szent Károly terjesztett el.
A miseruha mellett vannak még egyéb ruhadarabok, például a  karing, mely olyan, mint az alba, csak nagyjából  térdig ér. A papnak ez alá a reverendát kell = lat. tiszteletre méltó felvennie, erre vagy stólát vagy stólát és palástot vesznek fel (a palástokat körmenetekre, szentelésekre, temetésre, esküvőre veszik fel, s a színe liturgikus színű, úgy mint a miseruhának).
A diakónus (szerpap) a stólát csak keresztbe, balról jobbra veheti fel, a miseruhát nem, csak T alakú dalmatikát. A keresztben felvett stólára palástot vesz.

## A liturgikus ruhadarabok színei

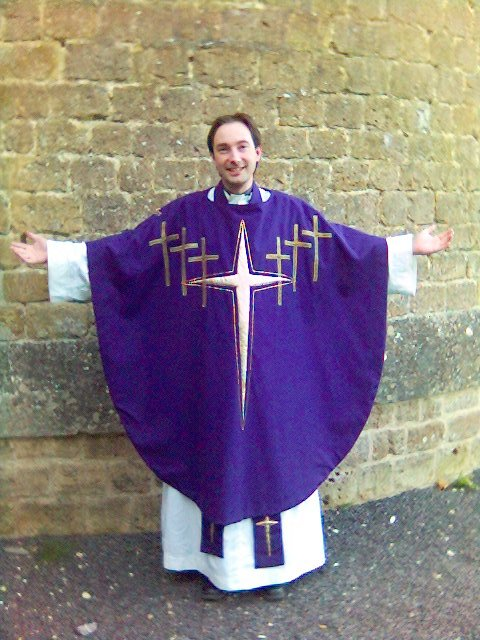
Anglikán miseruha

A liturgikus ruhadarabok színei a történelem során számos változáson mentek keresztül, az egyes kongregációk gyakorlata is eltér egymástól.

### Liturgikus színek a mai római katolikus gyakorlatban
- Piros: vértanúk ünnepein, virágvasárnap, nagypénteken és pünkösd ünnepén
- Fehér: minden ünnepnapon, mikor más szín nincs előírva
- Zöld: az ún. évközi időben, mely vízkereszttől hamvazószerdáig, és pünkösdhétfőtől advent első vasárnapja előtti hétig, Krisztus király ünnepéig tart
- Lila: adventben, nagyböjtben, gyászmiséken
- Rózsaszín: advent 3. és a nagyböjt 4. vasárnapján
- Arany: a nagyobb fontos ünnepeken, pl. karácsonykor
- Ezüst: a nagy ünnepeken
- Fekete: gyászmiséken, temetésen (ha nem palástban van a pap) és halottak napján
- Kék: Mária-ünnepeken

## Fojnicai kazula
Fojnicai kazulának is nevezik azt az 1874-ben felfedezett Mátyás korabeli selyemből szőtt és arannyal hímzett miseruhát, amely a fojnicai ferences rendi kolostorban került elő. A miseruhát Firenzében Mátyás király trónkárpitjából készítették. A trónkárpit eredetileg két és fél méter hosszú, másfél méter széles volt. A kazulát díszítő kompozíció közepén tölgylevelekből és gyümölcsökből font koszorú övezi a királyi címert. A négy részre osztott címerpajzs a magyar árpádsávokat és a kettős keresztet, Dalmácia és Csehország címerét ábrázolja. Szívpajzsa pedig a Hunyadi-család hollós családi címere.  Az Antonio Pollajuolo tervei alapján Firenzében szőtt trónkárpitból készült, zöld bársonybrokát ruhadarabot I. Ferenc József magyar király elküldte Budára koronázási miseruhaként. A hagyomány szerint a miseruhát Mátyás király ajándékozta a győri székesegyháznak. A Casula violacea Mathiae Regis Corvini mai formája barokk átalakítás.

## Érdekesség
A hegedű alakú régebbi miseruha (casula tkp. latin casa = ház), mell- és nem a kép szerinti hátoldalán hasonlít a hangszerre, célja az, hogy a karok szabadabban mozoghassanak.